# Pavel Vízner
Pavel Vízner (ur. 15 lipca 1970 w Pradze) – czeski tenisista, reprezentant w Pucharze Davisa, olimpijczyk z Pekinu (2008).

## Kariera tenisowa
Karierę zawodową Vízner rozpoczął w 1995, a zakończył w 2009.
Swoje umiejętności skupił głównie na grze podwójnej, w której zwyciężył w 16 turniejach rangi ATP World Tour, a także był uczestnikiem 20 finałów. W 2001 zagrał w finale Rolanda Garrosa, a tworzył wówczas parę z Petrem Pálą. W 2007 był finalistą Rolanda Garrosa i US Open. W obu imprezach partnerem deblowym Víznera był Lukáš Dlouhý.
W 2008 zagrał wspólnie z Martinem Dammem w grze podwójnej podczas igrzysk olimpijskich w Pekinie. Czeska para odpadła z rywalizacji w II rundzie, po porażce z polskim deblem Mariusz Fyrstenberg–Marcin Matkowski.
W 2007 i 2008 reprezentował Czechy w Pucharze Davisa, grając w trzech przegranych pojedynkach deblowych.
W rankingu gry pojedynczej Vízner najwyżej był na 435. miejscu (23 sierpnia 1993), a w klasyfikacji gry podwójnej na 5. pozycji (5 listopada 2007).

### Finały w turniejach ATP World Tour
| Legenda                                      |
| -------------------------------------------- |
| Wielki Szlem                                 |
| Igrzyska olimpijskie                         |
| Tennis Masters Cup / ATP Finals              |
| ATP Masters Series / ATP Tour Masters 1000   |
| ATP International Series Gold / ATP Tour 500 |
| ATP International Series / ATP Tour 250      |

#### Gra podwójna (16–20)
| Końcowy wynik | Nr  | Data                 | Turniej            | Nawierzchnia    | Partner          | Przeciwnicy                             | Wynik finału             |
| ------------- | --- | -------------------- | ------------------ | --------------- | ---------------- | --------------------------------------- | ------------------------ |
| Finalista     | 1.  | 7 sierpnia 1994      | Praga              | Ceglana         | Tomáš Krupa      | Karel Nováček Mats Wilander             | walkower                 |
| Zwycięzca     | 1.  | 26 maja 1996         | Sankt Pölten       | Ceglana         | Ctislav Doseděl  | David Adams Menno Oosting               | 6:7, 6:4, 6:3            |
| Zwycięzca     | 2.  | 16 czerwca 1996      | Rosmalen           | Trawiasta       | Paul Kilderry    | Anders Järryd Daniel Nestor             | 7:5, 6:3                 |
| Zwycięzca     | 3.  | 14 lipca 1996        | Gstaad             | Ceglana         | Jiří Novák       | Trevor Kronemann David Macpherson       | 4:6, 7:6, 7:6            |
| Finalista     | 2.  | 13 października 1996 | Wiedeń             | Dywanowa (hala) | Menno Oosting    | Jewgienij Kafielnikow Daniel Vacek      | 6:7, 4:6                 |
| Finalista     | 3.  | 25 października 1998 | Ostrawa            | Dywanowa (hala) | David Adams      | Nicolas Kiefer David Prinosil           | 4:6, 3:6                 |
| Finalista     | 4.  | 7 lutego 1999        | Marsylia           | Twarda (hala)   | David Adams      | Maks Mirny Andriej Olchowski            | 5:7, 6:7(7)              |
| Finalista     | 5.  | 15 sierpnia 1999     | San Marino         | Ceglana         | Petr Pála        | Lucas Arnold Ker Mariano Hood           | 3:6, 2:6                 |
| Finalista     | 6.  | 22 października 2000 | Szanghaj           | Twarda          | Petr Pála        | Paul Haarhuis Sjeng Schalken            | 2:6, 6:3, 4:6            |
| Finalista     | 7.  | 26 listopada 2000    | Sztokholm          | Twarda (hala)   | Petr Pála        | Mark Knowles Daniel Nestor              | 3:6, 2:6                 |
| Finalista     | 8.  | 25 lutego 2001       | Rotterdam          | Twarda (hala)   | Petr Pála        | Jonas Björkman Roger Federer            | 3:6, 0:6                 |
| Finalista     | 9.  | 9 czerwca 2001       | French Open, Paryż | Ceglana         | Petr Pála        | Mahesh Bhupathi Leander Paes            | 6:7(5), 3:6              |
| Finalista     | 10. | 4 listopada 2001     | Bangalore          | Twarda          | Petr Pála        | Ellis Ferreira Rick Leach               | 7:6(6), 6:7(2), 4:6, 4:6 |
| Finalista     | 11. | 4 maja 2002          | Monachium          | Ceglana         | Petr Pála        | Petr Luxa Radek Štěpánek                | 0:6, 7:6(4), 9–11        |
| Finalista     | 12. | 25 sierpnia 2002     | Long Island        | Twarda          | Petr Pála        | Mahesh Bhupathi Mike Bryan              | 3:6, 4:6                 |
| Finalista     | 13. | 2 lutego 2003        | Mediolan           | Dywanowa (hala) | Tomáš Cibulec    | Petr Luxa Radek Štěpánek                | 4:6, 6:7(4)              |
| Finalista     | 14. | 16 lutego 2003       | Marsylia           | Twarda (hala)   | Tomáš Cibulec    | Fabrice Santoro Sébastien Grosjean      | 1:6, 4:6                 |
| Zwycięzca     | 4.  | 2 marca 2003         | Kopenhaga          | Twarda (hala)   | Tomáš Cibulec    | Julian Knowle Michael Kohlmann          | 7:5, 5:7, 6:2            |
| Zwycięzca     | 5.  | 20 lipca 2003        | Stuttgart          | Ceglana         | Tomáš Cibulec    | Jewgienij Kafielnikow Kevin Ullyett     | 3:6, 6:3, 6:4            |
| Zwycięzca     | 6.  | 15 lutego 2004       | Mediolan           | Dywanowa (hala) | Jared Palmer     | Daniele Bracciali Giorgio Galimberti    | 6:4, 6:4                 |
| Zwycięzca     | 7.  | 3 października 2004  | Szanghaj           | Twarda          | Jared Palmer     | Rick Leach Brian MacPhie                | 4:6, 7:6(4), 7:6(11)     |
| Zwycięzca     | 8.  | 10 października 2004 | Tokio              | Twarda          | Jared Palmer     | Jiří Novák Petr Pála                    | 5:1 krecz                |
| Finalista     | 15. | 20 lutego 2005       | Rotterdam          | Twarda (hala)   | Cyril Suk        | Jonatan Erlich Andy Ram                 | 4:6, 6:4, 3:6            |
| Zwycięzca     | 9.  | 19 czerwca 2005      | ’s-Hertogenbosch   | Trawiasta       | Cyril Suk        | Tomáš Cibulec Leoš Friedl               | 6:3, 6:4                 |
| Zwycięzca     | 10. | 26 lutego 2006       | Costa do Sauípe    | Ceglana         | Lukáš Dlouhý     | Mariusz Fyrstenberg Marcin Matkowski    | 6:1, 4:6, 10–3           |
| Finalista     | 16. | 16 kwietnia 2006     | Walencja           | Ceglana         | Lukáš Dlouhý     | David Škoch Tomáš Zíb                   | 4:6, 3:6                 |
| Zwycięzca     | 11. | 7 maja 2006          | Estoril            | Ceglana         | Lukáš Dlouhý     | Lucas Arnold Ker Leoš Friedl            | 6:3, 6:1                 |
| Zwycięzca     | 12. | 15 października 2006 | Wiedeń             | Twarda (hala)   | Petr Pála        | Julian Knowle Jürgen Melzer             | 6:4, 3:6, 12–10          |
| Zwycięzca     | 13. | 18 lutego 2007       | Costa do Sauípe    | Ceglana         | Lukáš Dlouhý     | Albert Montañés Rubén Ramírez Hidalgo   | 6:2, 7:6(4)              |
| Finalista     | 17. | 3 marca 2007         | Acapulco           | Ceglana         | Lukáš Dlouhý     | Potito Starace Martín Vassallo Argüello | 0:6, 2:6                 |
| Finalista     | 18. | 9 czerwca 2007       | French Open, Paryż | Ceglana         | Lukáš Dlouhý     | Mark Knowles Daniel Nestor              | 6:2, 3:6, 4:6            |
| Zwycięzca     | 14. | 15 lipca 2007        | Gstaad             | Ceglana         | František Čermák | Marc Gicquel Florent Serra              | 7:5, 5:7, 10–7           |
| Zwycięzca     | 15. | 11 sierpnia 2007     | Montreal           | Twarda          | Mahesh Bhupathi  | Paul Hanley Kevin Ullyett               | 6:4, 6:4                 |
| Finalista     | 19. | 8 września 2007      | US Open, Nowy Jork | Twarda          | Lukáš Dlouhý     | Simon Aspelin Julian Knowle             | 5:7, 4:6                 |
| Zwycięzca     | 16. | 17 lutego 2008       | Marsylia           | Twarda (hala)   | Martin Damm      | Yves Allegro Jeff Coetzee               | 7:6(0), 7:5              |
| Finalista     | 20. | 9 marca 2008         | Dubaj              | Twarda          | Martin Damm      | Mahesh Bhupathi Mark Knowles            | 5:7, 6:7(7)              |